# Stadio Heliodoro Rodríguez López
Lo stadio Heliodoro Rodríguez López è uno stadio spagnolo di Santa Cruz de Tenerife. Ospita le partite casalinghe del Tenerife ed è il secondo stadio più grande delle Isole Canarie (sebbene sia quello con la più vasta area di campo nelle Isole Canarie).

## Storia
L'impianto è stato ideato dagli architetti Marrero Regalado e Carlos Schwartz ed è stato inaugurato il 25 luglio 1925. Le dimensioni del campo da calcio sono di 107x70 m e ha una capacità di 22.948 spettatori, il che lo rende lo stadio con la più grande superficie di gioco dell'arcipelago. Il nome originale del campo era Stadium e fu cambiato in quello attuale nel 1950.
Lo stadio è stato ristrutturato nel 1949 e nel 2000 seguendo come modelli il Mini Estadi e l'Estadio Alberto Jacinto Armando. Nella prima metà degli anni '90 è stato utilizzato anche per delle partite della Nazionale spagnola.

## Eventi sportivi
- 1982:  Spagna U-21 -  Germania U-21 1-0
- 1989:  Spagna -  Svizzera 2-1
- 1994:  Spagna -  Polonia 1-1
- 1996:  Spagna -  Slovacchia 4-1